# Луций Сальвий Отон Тициан
Луций Сальвий Отон Тициан (лат. Lucius Salvius Otho Titianus) — римский политический и военный деятель, сенатор. Старший брат императора Отона.

## Происхождение и семья
Принадлежал к роду Сальвиев, происходившему из этрусского города Ферентина. Его отцом был консул-суффект 33 года Луций Сальвий Отон, а матерью Альбия Теренция.
Супругой Тициана была Кокцея, сестра будущего императора Нервы. В их браке родился сын — Луций Сальвий Отон Кокцейан, в 82 году занимавший должность консула-суффекта.

## Жизненный путь
В 52 году Тициан становится консулом (вместе с Фавстом Корнелием Суллой Феликсом). В 63/64 (возможно, в 64/65 году) в должности проконсула управляет провинцией Азия. После прихода к власти своего брата Отона в 69 году совместно с ним становится консулом-суффектом. 14 апреля 69 года командовал армией Отона в битве при Бедриаке (закончилась поражением войск Отона). После самоубийства Отона Тициан вступил в мирные переговоры с Вителлием, в результате которых ему была сохранена жизнь.